# آغاز (سوپرنچرال)
«آغاز» (به انگلیسی: Pilot) اولین قسمت از مجموعه تلویزیونی سوپرنچرال، با نویسندگی اریک کریپک و کارگردانی دیوید ناتر است؛ که در تاریخ ۱۳ سپتامبر ۲۰۰۵ در شبکه دابلیوبی برای اولین بار پخش شد. این قسمت، معرفی شخصیت‌های سم (جرد پادالکی) و دین وینچستر (جنسن اکلس) را نشان می‌دهد، که در سراسر کشور برای شکار موجودات فراطبیعی سفر می‌کنند. هم‌چنین، درحالی که به دنبال پدر خود جان وینچستر (جفری دین مورگان) هستند، به‌عنوان نبرد، با شبح سفیدرنگ یک زن (سارا شاهی) مواجه می‌شوند.
اریک کریپک، نویسنده سریال، به مدت ده سال در حال توسعه این داستان، قبل از ایجاد سریالش بود. قبل از فیلم‌برداری، اسکریپت‌های سریال، تحت تجدید نظرهای متعددی بود. قسمت‌های این سریال، در لس آنجلس تهیه شده‌است، هرچند قسمت‌های آینده سریال در ونکوور، بریتیش کلمبیا، برای صرفه‌جویی در هزینه سریال فیلمبرداری شد. موسیقی متن این قسمت را کریستوفر لنرترز، دوست اریک کریپک برعهده دارد.

## داستان
در لورنس، کانزاس، مری وینچستر (سامانتا اسمیت) متوجه صدا عجیبی از گهواره پسرش سم می‌شود. پس از رسیدن به اتاق سم، متوجه شخصی ایستاده در کنار گهواره می‌شود. شوهر او جان (مورگان)، با جیغ او از خواب بیدار، و پس از مراجعه به اتاق سم، شاهد سوختن مری در آتش و در سقف اتاق می‌شود. او در شعله‌های آتش می‌سوزد، و جان مجبور به تخلیه خانه با سام و پسر بزرگش، دین می‌شود.
بیست و دو سال بعد، سم (پادالکی) و دوست دخترش جسیکا مور (آدریان پالیکی)، پس از کسب رتبه بالا در آزمون پذیرش دانشکده حقوق، این موفقیت را جشن می‌گیرند. بعد از آن شب، دین (اکلس)، به خانه سم می‌رود. هرچند برادران در مدت چند سال پس از رفتن سم به کالج با یکدیگر صحبت نکردند، دین برای کمک در پیدا کردن پدر خود، در حالی که در یک شکار موجود فراطبیعی ناپدید شد، به سم مراجعه می‌کند. سپس سم از پیغام‌گیر صوتی پدر خود، صدا الکترونیکیه زنی را می‌شنود که می‌گوید: «من هرگز نمی‌توانم به خانه بروم»؛ پس او برای کمک به دین برای جستجوی پدرشان، موافقت می‌کند.
برادران سر به آخرین محل ناپدیدشدن -شناخته شده به‌عنوان شهر جریکو- مرد جوانی می‌زنند، جایی که در آنجا مردان جوان بسیاری طی ده سال ناپدید شده‌اند. سم و دین متوجه افسانه محلی‌ای در آن شهر می‌شوند، که در آن دختر جوانی که در گذشته به قتل رسیده، به‌عنوان یک آدم‌کش بازگشته است. در ادامه تحقیقات، آن‌ها متوجه کنستانس ولش (شاهی)، زنی که از روی یک پل در نزدیکی محل زندگی‌اش، پس از غرق شدن کودکان خود پرید، می‌شوند. در هنگام شب، و پس از رسیدن سم و دین به همان پل، سم به دین می‌گوید که دیگر نمی‌خواهد تا موجودات فراطبیعی را شکار کند. او به دین می‌گوید که یافتن هرچیزی که مادرشان را کشته‌است -هدف و چیزی که پدرشان برای خون‌خواهی به دنبالش است-، باعث بازگشت مادرشان نمی‌شود. سپس روح ولش پس از ظاهر شدن در لبه پل، به رودخانه می‌پرد.
سم و دین بعد از آن به یک موتل محلی برای استراحت می‌روند، و کشف می‌کنند که یک اتاق از همین موتل نیز، در اجاره پدرشان است. آن‌ها پس از ورود به اتاق، به جستجوی آن می‌پردازند؛ و متوجه می‌شوند، که کنستانس همان زن در سفید است. هنگامی که دین اتاق را برای گرفتن غذا ترک می‌کند، او توسط پلیس، که به اعتقاد آن‌ها او به ناپدیدی‌ها متصل است، دستگیر می‌شود. در ایستگاه پلیس، آن‌ها به دین دفتری را نشان می‌دهند، که متعلق به پدرش است؛ و پس از بازکردن آن، متوجه یادداشت «دین ۱۱۱–۳۵» در داخل آن می‌شود. زمانی که دین در بازجویی است، سم رد شوهر کنستانس (رایلزبک) را دنبال می‌کند؛ و متوجه مکان خاک کنستانس و خانه غرق‌شده کودکانش می‌شود. سپس سم یک تماس جعلی به ۹۱۱ می‌دهد، تا دین بتواند از آن‌جا فرار کند.
با این حال، کنستانس سم را هدف خود قرار می‌دهد، و از سم می‌خواهد تا او را به خانه ببرد. سم از این کار امتناع می‌کند، اما کنستانس ماشین را تسخیر کرده، به‌طوری‌که ماشین بدون رانندگی سم، او را به خانه می‌برد. او زمان‌که به خانه قدیمی‌اش می‌رسد، به سم حمله می‌کند. در همین لحظه، دین کنستانس را با استفاده از سنگ نمک، به‌طور موقت دور می‌کند؛ و سم با استفاده از این فرصت، ماشین را با ضربه‌ای به دیوار خانه، به داخل می‌برد. سپس کنستانس دوباره ظاهر می‌شود و به آن‌ها حمله می‌کند، اما روح کودکانش در مقابل او ظاهر می‌شود. سپس آن‌ها مادرشان را در آغوش می‌گیرند، و هر سه با یکدیگر از بین می‌روند.
در ادامه دین مختصاتی را از پیام جان دریافت می‌کند که نشان می‌دهد که آخرین بار در کجا بوده‌است. اما سم هنوز علاقه‌ای برای پیوستن به دین، برای جستجوی پدرشان ندارد؛ پس دین او را مقابل آپارتمانش پیاده می‌کند. سم پس از ورود به خانه و دراز کشیدن بر روی تخت، متوجه می‌شود که جسیکا مانند مادرش به سقف آویخته شده و در حال شعله گرفتن است. او زمانی‌که در شعله‌های آتش گرفتار می‌شود، دین وارد خانه شده و سم را نجات می‌دهد. در حالی که آتش‌نشان‌ها در تلاش برای خاموش کردن شعله‌های آتش بودند، سم تصمیم می‌گیرد تا برای جستجوی پدر خود و موجودی که مادرش و جسیکا را کشته‌است، به دین بپیوندد.

## تولید

### توسعه

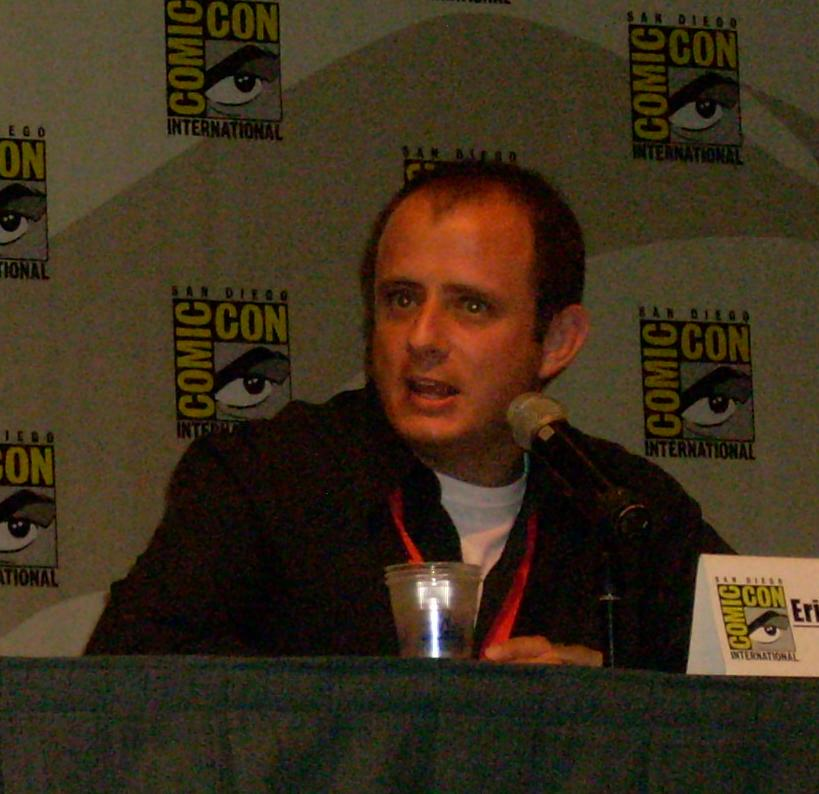
اریک کریپک در هیئت کمیک سریال، ۲۰۰۹

قبل از ورود سوپرنچرال به‌عنوان یک مجموعه تلویزیونی، اریک کریپک، نویسنده و خالق این داستان، به مدت ده سال بر روی توسعه آن، کار کرده بود. از آنجا که او پیش از این سری دابلیوبی تارزان را نوشته بود، یک شانس جدید برایش ایجاد شد، که ایده جدیدی به شبکه ارائه کند. او داستان سوپرنچرال را، با توجه به افسانه‌های محلی که او در دوران کودکی‌اش شیفته آن شده بود، ساخت. اگرچه او سوپرنچرال را به‌عنوان یک فیلم پیش‌بینی کرده بود، او چندین سال ناموفق را، برای ایجادش به‌عنوان یک مجموعه تلویزیونی صرف کرد. کریپک خواهان مجموعه تلویزیونی با داشتن سفر جاده‌ای بود. او در این باره به روزنامه نیویورک تایمز می‌گوید: 
این احساس را می‌دهد که این روش، بهترین شیوه برای انتقال این نوع از داستان است؛ چرا که آن خالص، ساده و منحصر به فرد آمریکایی است… این داستان‌ها باید در این شهرهای کوچک در سراسر کشور وجود داشته باشند، چرا که حس بسیاری برای وارد یا خارج شدن به این نوع از داستان‌ها می‌دهد.
 زمانی که نوبت به نام دو شخصیت اصلی سریال رسید، کریپک نام آن‌دو را برای ادای احترام به رمان سفر جاده‌ای جک کرواک، با نام در جاده، «سال» و «دین» انتخاب کرد. با این حال تهیه‌کنندگان شبکه، نام «سال» را برای شخصیت اصلی نامناسب دانستند، و نام «سم» را جایگزین آن کردند. هم‌چنین برای نام خانوادگی برادران نیز، به‌عنوان اشاره به نام هریسون فورد، «هریسون» در نظر گرفته شده بود. با این حال، به دلیل زندگی سام هریسون در کانزاس، و به دلایل قانونی، این نام نیز تغییر پیدا کرد. ترکیب علاقه کریپک به عمارت وینچستر و تمایلش به ایجاد مجموعه‌ای با احساسی از «مدرن غربی»، باعث شد تا نام «وینچستر» برای نام خانوادگی دو شخصیت اصلی سریال، انتخاب شود. هم‌چنین قرار شد تا نام «جک» نیز، به‌عنوان نام پدر این دو شخصیت انتخاب شود؛ و با این حال، این نام نیز به مشکل خورد. به دلیل سکونت یک جک وینچستر در کانزاس، کریپک دوباره مجبور به تغییر نام به «جان» شد.

### بازیگران و شخصیت‌ها

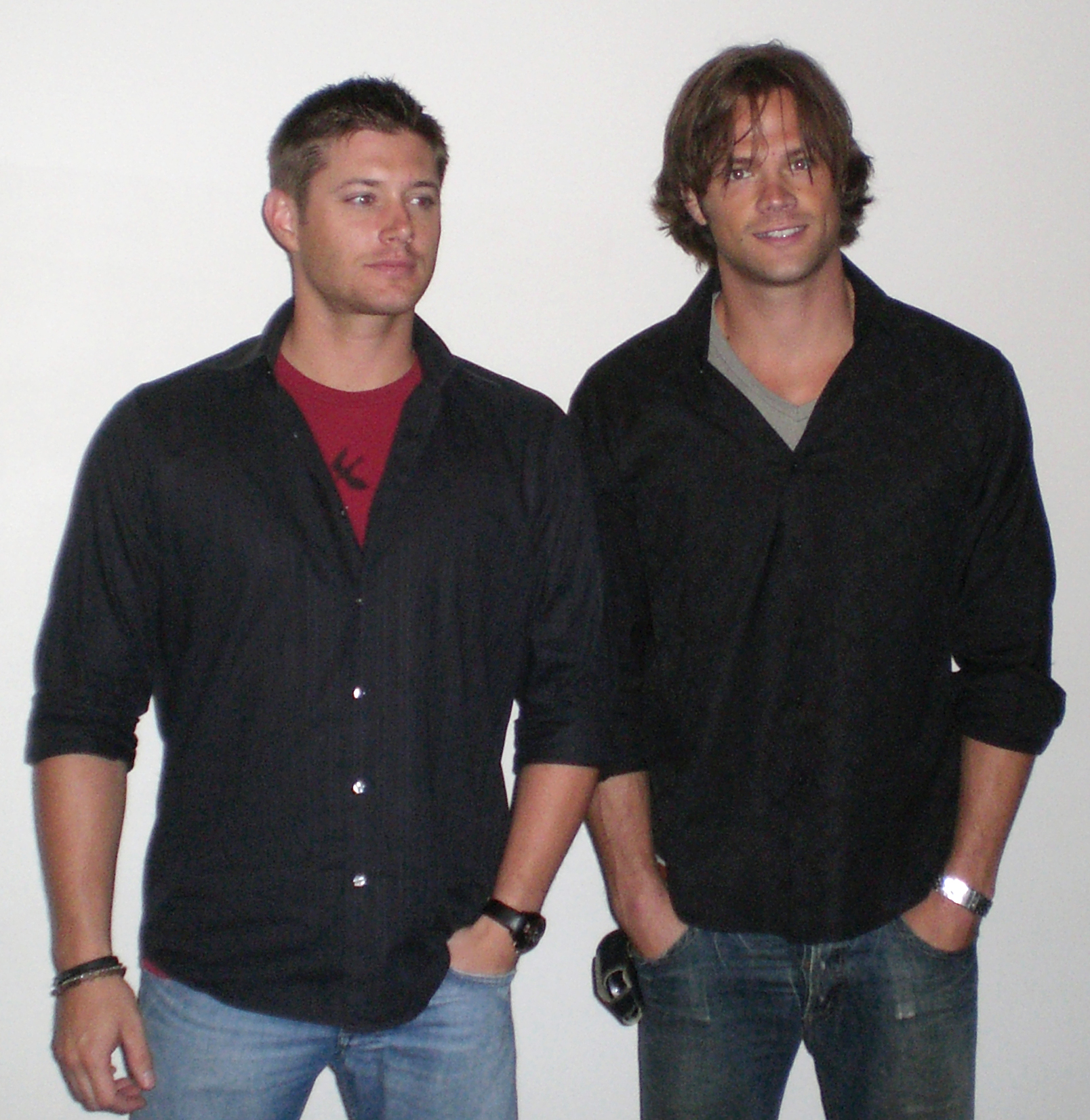
جنسن اکلس (چپ) و جرد پادالکی (راست) دو شخصیت اصلی سریال

سریال سوپرنچرال بیشتر بر روی دو شخصیت سم و دین وینچستر، برادرانی که در سراسر کشور آمریکا شیاطین و دیگر اشکال از موجودات ماوراطبیعی را شکار می‌کنند، متمرکز شده‌است؛ کریپک بیشتر سعی کرده‌است، تا آن‌ها را به لوک اسکای‌واکر و هان سولو تشبیه کند. جرد پادالکی، بازیگر نقش سم وینچستر، دربارهٔ نقش در این سریال می‌گوید: 
من یکی از طرفدارای سریال‌های ترسناک، ازجمله پرونده‌های اکس هستم، و وقتی که فیلم‌نامه را خواندم، متوجه شدم که بسیار به یکدیگر شباهت دارند. هم‌چنین سم یک شخصیت سرگرم‌کننده است که من هرگز قدر به بازی به‌عنوان تنها یک قهرمان نبودم. همانند لوک اسکای واکر یا نئو از ماتریکس.

در ابتدا برای این نقش، ناتر از جنسن اکلس، بازیگر نقش دین وینچستر خواسته بود که آن را بازی کند، ولی او پس از خواندن فیلم‌نامه، تصمیم به بازی در نقش دین در سریال کرد. جنسن اکلس در مورد آنچه که او را به شخصیت دین وینچستر جلب کرد، می‌گوید: 
وقتی که من فیلم‌نامه را خواندم، دین به یک‌دفعه به من پرتاب شد. باوجود چنین شخصیتی در سریال، همیشه صحنه‌های کمدی و کمی بی‌احتیاطی در سریال می‌بینیم. وقتی از من درخواست شد تا این فیلم‌نامه را بخوانم، آن‌ها خوششان آمد؛ و گفتند که «این کسی است که دنبالش بودیم». پس این برایم فوق‌العاده است، که یک شخصیتی را که واقعاً ازش لذت می‌برم را، بازی کنم.
برای نقش کنستانس ولش -زن در سفید- تولیدکنندگان سریال، به دنبال «بازیگر زن کاملی» بودند. ناتر، یکی از طرفداران سریال کلمه ال، در یک شب شاهد بازی سارا شاهی در این فیلم بود. او شاهی را بازیگر «واقعاً تیز» و «خوب»، و با «کیفیت اغواکننده‌ایی» می‌داند. وقتی که او برای اولین تستش به استودیو آمد، ناتر می‌دانست که این شخص، بازیگر این نقش خواهد شد. از آن‌جا که صحنه‌های مربوط به شوهر کنستانس را جوزف ولش باید صرفاً برای بحث داستان کنستانس در آن حضور یابد، ناتر برای پیدا کردن یک «بازیگر کامل مرد» به یاد استیو رایلزبک، که قبلاً با او تجربه کار داشته می‌افتد، و به او پیشنهاد این نقش را می‌دهد.